# 和浦丸
和浦丸（かずうらまる）は、三菱商事船舶部が1938年に建造した貨物船。太平洋戦争中には日本陸軍に徴用されて軍隊輸送船や病院船として運航、「対馬丸」が撃沈された際の同行船でもあった。終戦直前に釜山港沖で機雷に接触して擱座した。戦後に韓国により復旧されて船名をコリア（朝鮮語: 고려、コリョ、高麗）へ改称、1952年に韓国船として史上初の太平洋横断を行うなど初期の韓国海運の主力として使用された。

## 和浦丸時代

### 北米航路商船として建造
本船は、三菱商事船舶部（後の三菱汽船）が保有する最大の船として、1938年（昭和13年）12月10日に三菱重工業長崎造船所で竣工した。同じく三菱商事を船主とする「昭浦丸」が姉妹船であるほか、東洋汽船および系列の東洋海運が発注した「宇洋丸」級6隻とも準同型である。同時期に三菱重工業長崎造船所で建造された「高栄丸」等を含む木材運搬用貨物船12隻を姉妹船と数える見方もあり、その中では最終船に該当する。
北アメリカ大陸産の木材輸入を主用途とする大型貨物船として設計されている。1930年代に日本で建造されていた畿内丸型貨物船をはじめとする生糸運搬用ニューヨーク航路貨物船（通称ニューヨークライナー）に比べると、同じディーゼルエンジン搭載の載貨重量トン数1万トン級貨物船でも、機関出力・速力を若干低く抑えた経済性重視の設計である。船体は船首楼・船央楼・船尾楼を有する三島型で、6個所の船倉口のうち3・4番倉口は船央楼甲板上にある。荷役設備として4基のデリックポストを持ち、うち1・4番ポストは単脚型、船央楼甲板上の2・3番ポストは門型になっている。甲板上に木材を積み上げた状態でもデリックが自由に使えるよう1・4番ポストのデリック用ウインチが高い台上に設置されており、この点は軍隊輸送船として徴用時に甲板上へ上陸用舟艇を搭載する場合にも有利であった。他社所属の準同型船との相違点として、乗員居住区が船首楼ではなく船央楼内に置かれており、居住性に優れていた。
竣工した「和浦丸」は、姉妹船「昭浦丸」とともにニューヨーク航路など外国航路に就航した。約2年半を外国航路で過ごしたが、日米関係の悪化により1941年（昭和16年）6月にニューヨークから日本への航海を行ったのを最後に撤退となった。その後、樺太産の石炭輸送のため内地・樺太間を1往復している。

### 陸軍徴用下での活動

#### 1941年
太平洋戦争開戦2か月半前の1941年9月24日付で「和浦丸」は日本陸軍に徴用された。同年10月前半には最初の任務として、大連から仏印進駐中のサイゴンへ陸兵と苦力各約1000人を輸送している。宇品へ戻ると、木製の擬装大砲や擬装爆雷を装着された。11月16日に宇品を出港した「和浦丸」は、高雄港で第48師団台湾歩兵第2連隊の約2000人を収容、上陸戦訓練を実施する。
12月に太平洋戦争が勃発すると、「和浦丸」は、まずフィリピンの戦いに投入された。開戦前日の12月7日に姉妹船「昭浦丸」や防空基幹船「ありぞな丸」など輸送船5隻とともに馬公を出撃すると、軽巡洋艦「名取」以下の海軍艦艇に護衛され、12月10日からのアパリ上陸作戦を担当した。空襲により護衛の「名取」が損傷、「第十九号掃海艇」が擱座したものの、本船は無事に揚陸を終えている。

#### 1942-1943年
1942年（昭和17年）には、優秀な軍隊輸送船として西はラングーンから東はラバウルまで、上陸作戦や最前線への輸送任務に従事した。1942年6月には貨物船「靖川丸」（川崎汽船：6770総トン）などとともに唐津市からパラオへ陸兵56人・大砲2門を輸送した後、FS作戦への参加を命じられたが、作戦延期のため6月27日にダバオへ引き揚げている。ついでポートモレスビー作戦に投入されて8月14日にラバウルを出撃、同月17日にニューギニア島東部ゴナ近郊のバサブア（現在のオロ州の地名）へ南海支隊を揚陸して帰還した。同年12月には門司から上海へ航海したことが確認できる。
1943年（昭和18年）中も、ニューギニアなど南方での部隊輸送に使用された。スラバヤ発・パラオ行きの部隊輸送の途中、3月18日にマカッサル海峡で潜水艦による雷撃を受けて小破した。ラバウルを拠点としたニューギニア東部ブナへの強行輸送も反復している。8月17日から22日にかけてはラバウル発・パラオ行きのオ703船団へ加入して無事に目的地へ着いた。

#### 1944年
1944年（昭和19年）には、アメリカ軍の反攻に対する防備強化のため、ハルマヘラ島や沖縄諸島、フィリピンへの増援部隊輸送を主に行った。部隊輸送の帰途には、日本本土へ避難する民間人も輸送している。
まず、1月にはハルマヘラ島への部隊輸送で、6日に高雄発の臨時S船団から12日にマニラ発のH13船団を乗り継いで21日にハルマヘラ島ワシレへ到着。帰路は1月31日に同島カウ発のM船団に加入すると、セブ島経由で2月5日にマニラへ帰った。3月にはトラック島・サイパン方面で行動し、同月末に日本本土へ向かう際にパラオ在住民間人約3000人を運んでいる。4月-5月には第32師団の輸送で再びハルマヘラ島へ向かうことになり、4月6日に門司を出港して上海で部隊を収容すると竹一船団に加入する。竹一船団はアメリカ潜水艦の待ち伏せに遭って大打撃を受けるが、「和浦丸」は無傷で5月9日にワシレへ到着できた。20日にマニラへ帰着している。
サイパン島の陥落後の8月には、アメリカ軍侵攻が警戒される沖縄への緊急増援輸送に投入された。8月1-5日には第24師団を運ぶため貨物船「対馬丸」（日本郵船：6574総トン）や「暁空丸」（拿捕船：6854総トン）など輸送船7隻から成るモ05船団に加入して、門司から沖縄本島へ航海に成功。続けて「対馬丸」および「暁空丸」とともに第62師団の輸送も担当することになり、上海の呉淞で部隊を収容すると第609船団（輸送船3隻・護衛艦3隻）を編成して8月16日出航、8月19日に無事に沖縄本島那覇港へ到着した。沖縄からの帰路で船団は本土疎開する民間人約4400人の輸送に充てられ、船団の最優秀船である「和浦丸」には集団疎開の学童1514人が乗船した。ナモ103船団を編成した3隻は、砲艦「宇治」および駆逐艦「蓮」に護衛されて8月21日に出航したが、翌22日に「対馬丸」が潜水艦「ボーフィン」により撃沈された（対馬丸事件）。「和浦丸」は二次遭難を避けるため退避し、24日に長崎港へ到着した。その後、9月12-15日に生き残りの「暁空丸」とともに節船団（輸送船4隻・護衛艦2隻）に加入して門司から上海への部隊輸送を行い、「暁空丸」と貨物船「江田島丸」（日本郵船：6932総トン）が潜水艦の攻撃で戦没する中、本船と貨物船「赤城山丸」（三井船舶：4714総トン）は輸送に成功している。
フィリピンへのアメリカ軍反攻が始まると、「和浦丸」はフィリピンへの増援部隊輸送に向かった。陸兵を乗せ、11月25日にヒ83船団へ加入して門司を出港するも、途中で離脱する。そして、門司発・ミリ行きの石油輸送船団であるミ29船団（輸送船15隻・護衛艦8隻）に加わったが、同船団も12月2日に潜水艦「シーデビル」の襲撃で貨客船「はわい丸」（南洋海運：9467総トン）が撃沈されたのをきっかけに崩壊してしまい、「和浦丸」は単独で高雄へたどり着いた。高雄で「和浦丸」は、「有馬山丸」「鴨緑丸」「日昌丸」とともにタマ35船団を編成した。同船団は日本陸軍が当時有する最優秀船をかき集めたもので、敗色濃厚なレイテ島の戦いを歩兵第39連隊・歩兵第71連隊の逆上陸により挽回しようとする「決号作戦」のための強行輸送船団であった。12月5日に高雄を出港した船団は、島影で敵機動部隊を避けながら12月11日にマニラへ進出。貨客船のため強行輸送に不適当とされた「鴨緑丸」を除外し、12月14日に第10次多号作戦として出撃予定で準備を進めた。しかし、ミンドロ島上陸船団をルソン島上陸船団と誤認した影響で出撃予定当日に決号作戦が中止され、船団は部隊をマニラへ揚陸して高雄へ引き返した。出撃すれば船団の全滅は確実であったと見られる。
決号作戦中止後、「和浦丸」はルソン島の防備強化のため部隊輸送を命じられ、12月21-26日に高雄からサンフェルナンドへ陸兵と作業員を送った。サンフェルナンド碇泊中の12月27日夜にP-38戦闘機による空襲を受けて小破、船員2人が負傷する。帰路は「日昌丸」など輸送船4隻・護衛艦5隻から成るマタ38船団またはマタ37船団を編成して、12月30日にサンフェルナンドを出港するも再びアメリカ第5空軍の陸軍機約30機による空襲を受け、6番船倉右舷に爆弾1発が命中して小破した。僚船のうち貨物船「室蘭丸」（日本郵船：5374総トン）が沈没、貨物船「帝海丸」（帝国船舶：7691総トン）も大破擱座したため、船団はラポッグ湾へ一時退避。翌12月31日に航行を再開して、1945年1月2日に高雄へたどり着くことができた。

#### 1945年
高雄で応急修理の後に遭難船員や軍属ら約300人を収容した「和浦丸」は、1945年（昭和20年）1月中旬に門司へ帰着し、三菱重工業神戸造船所でドック入りして本格修理を受けた。そして、「有馬山丸」とともに陸軍病院船として改装されることになった。塗装の変更や赤十字標識の設置といった改装は3月8日に完了し、連合国側に対しても正規病院船として通告されている。
病院船となった「和浦丸」は、医療品を運んで基隆港・サイゴン・シンガポール・香港を巡る航海を実施し、傷病兵や遭難船員を収容して帰国した。途中の3月29日、インドシナ半島沖北緯15度05分 東経109度23分 / 北緯15.083度 東経109.383度で、アメリカ陸軍航空軍所属のB-24爆撃機による爆撃を受け、至近弾で発電機と赤十字標識が損傷した。日本の陸軍省軍務局は外務省に、連合国に対する厳重抗議実施を要請している。
病院船としての運航を一航海だけで終えた「和浦丸」は、4月下旬から5月末までに再び輸送船に戻された。しかし、もはや日本のシーレーンはほとんど途絶状態に在り、朝鮮半島からの雑穀輸送など近海での行動に終始した。7月中旬に海軍航空隊輸送任務で舞鶴港を出港した「和浦丸」は、朝鮮半島の浦項で輸送物件を揚陸した後、釜山港へ向かった。当時の釜山はアメリカ軍の飢餓作戦により機雷封鎖された状態であったが、7月20日に掃海が完了したとの報告を受けて入港を試みたところ、防波堤から1200mほどの洋上で機雷に接触した。機関室後部付近で起きた爆発により、機関は停止して停電状態に陥った。「鉄栄丸」などに曳航されて入港し、完全沈没を避けるため浅瀬に乗り上げて修理待ちの状態で終戦の日を迎えた。日本の敗戦が判明後、現地の陸軍碇泊場司令部の命令により「和浦丸」の乗員は下船し、「新義州丸」（朝鮮郵船：708総トン）を整備して引揚者輸送を行うことになった。「新義州丸」は民間人千数百人を収容すると8月18日に釜山を出港、無事に博多港へ着いた。

## コリア時代
終戦後、釜山に放置された状態の「和浦丸」について多くの韓国人が復旧しようと計画したが、最終的に1947年に極東海運（극동해운）を設立した南宮錬（남궁련、ナムグン・リョン）が、在朝鮮アメリカ陸軍司令部軍政庁から1948年8月15日の大韓民国独立後に海洋サルベージを行う許可を獲得した。南宮錬は、「和浦丸」のサルベージを成功させると長崎造船所に回航して船体を修理し、さらに横浜の日本鋼管鶴見造船所で機関部も整備した。南宮錬や極東海運が修理代金を工面できなかったため工事完了後も引き渡されずにいたが、南宮錬の働きかけにより李承晩韓国大統領が70万ドルの外貨融資を決め、支払いが完了した。船名を「コリア」と改めた本船は釜山に回航され、朝鮮戦争の最中の1952年10月3日に李承晩ら政府要人の出迎えを受けながら入港した。当時の韓国船としては最大で、韓国船として初めて1万載貨重量トンを超える画期的な船舶であった。
「コリア」は、韓国船として史上初の太平洋横断を経てアメリカ合衆国への商業航海をすることになった。当時の韓国には熟練の民間船員がほとんどいなかったため、船長に現役の韓国海軍大佐である朴沃圭（박옥규）が任命されたのをはじめ、46人の乗員の多くは海軍軍人であった。1952年10月21日、スクラップ1460トンを積んだ「コリア」は、李承晩大統領らにより盛大に見送られて釜山を出港した。日付変更線を越えた辺りでエンジンが不調となって13ノットの速力が半減したため、予定よりも大幅に遅れて11月25日にポートランドへ到着した。積荷を降ろしてエンジンも修理された後、「コリア」はサンフランシスコへ回航されて、南宮錬や現地の韓国総領事ら主催の歓迎式典で迎えられた。サンフランシスコで小麦8231トンと雑貨918トンを積み取ると、12月16日に出港して韓国へ帰還した。
翌1953年には韓国船として史上初の寄港を、ハンブルク、オーストラリア、マニラおよび香港で達成している。例えば、4月14日に香港へ韓国船となってからは初めて入港し、アメリカおよびオーストラリア産の穀物を荷揚げした。日本船時代に通ったニューヨーク定期航路にも就航している。定期船として8年間活躍した後、不定期船に格下げとなるもさらに16年間使用された。南宮錬と李承晩による「コリア」の取得は、韓国の海運業発展の出発点と評価されている。「コリア」の船影は第一次経済開発五カ年計画の記念切手の意匠にも選ばれた。38年の船齢を終えて本船が解体されたのは1976年8月であり、Dongkuk Steel Mill Co., Ltd.により釜山で解体された。